# Classe ATC H03
Une section du code ATC :
H Hormones systémiques, hormones sexuelles exclues
H03 Médicaments de la thyroïde.

## H03A Préparations thyroïdiennes

### H03AA Hormones thyroïdiennes
H03AA01 Lévothyroxine sodique
H03AA02 Liothyronine sodique
H03AA03 Associations de lévothyroxine et liothyronine
H03AA04 Tiratricol (en)
H03AA05 Préparations de glande thyroïde (en)

## H03B Antithyroïdiens

### H03BA Thiouraciles
H03BA01 Méthylthiouracile (en)
H03BA02 Propylthiouracile
H03BA03 Benzylthiouracile (en)

### H03BB Dérivés imidazolés soufrés
H03BB01 Carbimazole
H03BB02 Thiamazole
H03BB52 Thiamazole, associations

### H03BC Perchlorates
H03BC01 Potassium perchlorate

### H03BX Autres antithyroïdiens
H03BX01 Di-iodotyrosine
H03BX02 Dibromotyrosine (en)

## H03C Médicaments iodés

### H03CA Médicaments iodés
Classe vide.